# Axelle Parker
Pour les articles homonymes, voir Parker.
Axelle Parker, née le 30 décembre 1987 à Paris, est une actrice pornographique française, reconvertie dans la musique.

## Biographie
Née d'une mère d'origine brésilienne et d'un père français, Axelle commence sa carrière début 2006, tout juste âgée de 18 ans, en faisant du Strip / Gogo.
Fin 2006, elle fait une brève apparition (figuration) dans le film pornographique Urgence réalisé par Alain Payet pour les productions Marc Dorcel, aux côtés d'Oksana et Katsuni.
Très vite remarquée pour sa ressemblance avec Brigitte Bardot (elle est surnommée un temps « la Brigitte Bardot du X »), elle pose en 2007 pour Jean-Pierre Bourgeois qui lui ouvre ainsi les portes du magazine Lui avec une première série photo en compagnie d'une autre modèle (Jana).
Elle enchaîne par la suite les séances photo pour divers magazines (Newlook, Hot Vidéo, Lui, Qx) et pour le site Web VirtuaGirl.
En juin 2008, Axelle Parker pose pour l'édition française du magazine américain Playboy (numéro 91), et tient pour la première fois le 1er rôle dans un film pornographique, Axelle et ses sœurs, aux côtés de Milka Manson et Shannya Tweeks, dernier film réalisé par Rocky Volcano peu de temps avant sa mort.

À la même période, elle est modèle pour l'artiste peintre Alainjuno. Elle est accompagnée de félins dans une série de tableaux (huile sur toile) présentée à l’Espace Pierre Cardin lors de l’Exposition "Hommage à la Femme" en 2009 et 2010. Modèle aussi dans la collection de toiles "Cabaret - Axelle fait son Show" du même artiste.
Fin 2008, elle participe à la série télé, X Femmes produite par Canal +, dans l'épisode Peep show heros réalisé par Héléna Noguerra.
Série Tv de 10 épisodes qui met à l'honneur les femmes réalisatrices dans l'univers pornographique.
Début 2009, repérée par la photographe Bettina Rheims, elle pose pour le projet Vidéo / Photo / Exposition "Rose c'est Paris", réalisé en collaboration avec Serge Bramly.
Projet exposé à la Bibliothèque nationale de France durant la période d'avril à juillet 2010, où se mêlent aux photos de Monica Bellucci, Valérie Lemercier, celles d'Axelle Parker et Angell Summers.
Parallèlement à ses activités dans l'industrie pour adulte, Axelle Parker se produit à partir de l'année 2009 comme showgirl/DJ.
Elle est sélectionnée deux fois pour les 11e Hot d'or, dans les catégories « meilleure starlette » et « meilleur blog ».
En janvier 2010 elle est invitée dans l'émission de Karel sur Fun Radio pour mixer en live.
Durant toute l'année 2010, elle fut l'égérie du spot publicitaire passant avant le journal du hard de Canal+.
Point culminant de sa carrière dans l'univers du charme et fait exceptionnel (elle est la seule actrice pornographique à avoir posé pour Playboy et à avoir fait une couverture), Axelle Parker est en couverture du Playboy no 102 de mai 2010 dans une série photo réalisée par Bettina Rheims.
En août-septembre 2010 elle met fin à sa carrière d'actrice pornographique pour se consacrer à la musique.
Un premier single, intitulé La chanson des filles, produit et distribué par DJ LBR pour Capitol Records / EMI sort en août 2010.
Un deuxième single intitulé My music is a rockstar, produit par Christiam Sims et Christophe Fontana, distribué par le label Hypetraxx Record sort en février 2011.

## Filmographie pornographique
- 2006 - Urgences de Alain Payet - Distribution Marc Dorcel
- 2007 - Fantasmes ( Tv ) de NT1
- 2008 - Castings de Fred Coppula 3 de Fred Coppula Distribution Fred Coppula Prod
- 2008 - Axelle et ses sœurs de Rocky Volcano
- 2008 - Peep show heros ( TV ) d'Héléna Noguerra Distribution Studio Canal+
- 2009 - En attendant Minuit ( TV ) de TPS Star
- 2009 - Le Bal des Hardeuses de Fabien Lafait Distribution JTC'
- 2009 - Bordel de Luxe de Tony Del Duomo Distribution Marc Dorcel
- 2009 - Infirmieres d'Hervé Bodilis  Distribution Marc Dorcel
- 2010 - Axelle Inside Parker  Distribution Colmax
- 2010 - Borderline – La Frontière de Walter Ego Distribution Colmax
- 2010 - Woodman Casting X 77 de Pierre Woodman

## Couvertures
- août 2008 - QX Mag no 14
- septembre 2008 - Hot Vidéo no 211
- février 2009 - Hot Vidéo no 215
- mai 2009 - QX Mag no 22
- mai-juin 2009 - Adults Only no 9
- avril 2010 - Hot Vidéo no 229
- mai 2010 - Playboy France no 102

## Musique: singles
- août 2010 : La Chanson des Filles - Support CD 100 Hits Dancefloor Summer 2010 : L'Anthologie Des Dancefloors, distribué par Capitol Records
- février 2011 : My music is a rockstar - Téléchargement Sur Plateforme Musicale, distribué par Hypetraxx Record

## Bande dessinée
Les aventures érotico-comique d'Axelle Parker sont contées dans une bande-dessinée, Axelle Parker, un humour de coquine, écrite et mise en dessin par Fabrizio Pasini.
Le tome 1 sortie en septembre 2010 (aucun tome 2 n'est prévu pour l'instant), comporte 48 pages, et est édité, distribué par les éditions Joker.
L'actrice et le dessinateur en ont fait la promo lors du salon de la bande-dessinée d'Angoulême en janvier 2011.